# Trg
Trg is een plaats in de gemeente Ozalj in de Kroatische provincie Karlovac. De plaats telt 195 inwoners (2011).

## Demografie
In 2001 telde Trg 287 inwoners. In 2011 was het bevolkingsaantal gedaald tot 195 – een daling van ruim 32% in amper tien jaar tijd.